# Luwsandaschiin Dordsch
Luwsandaschiin Dordsch (mongolisch Лувсандашийн Дорж, wiss. Transliteration Luvsandašijn Dorž; * 15. Juli 1943 in Uberkhangai) ist ein ehemaliger mongolischer Skilangläufer.
Dordsch belegte bei den Olympischen Winterspielen 1980 in Lake Placid den 52. Platz über 30 km, den 48. Rang über 15 km und den 36. Platz über 50 km. Vier Jahre später kam er bei den Olympischen Winterspielen in Sarajevo auf den 65. Platz über 15 km und auf den 55. Rang über 30 km.